# Стальная каска образца 1932 года (Чехословакия)

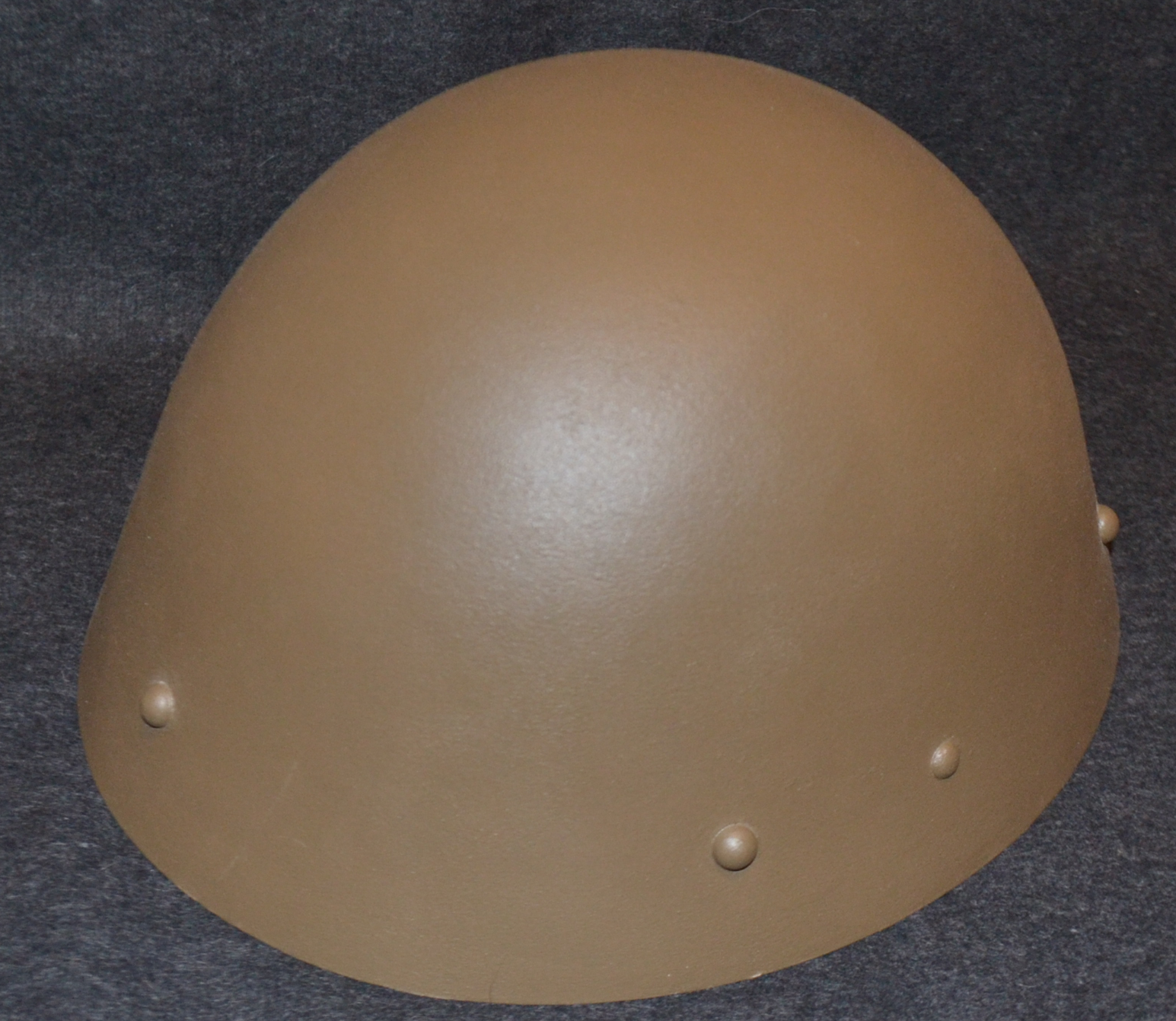
Шлем M32

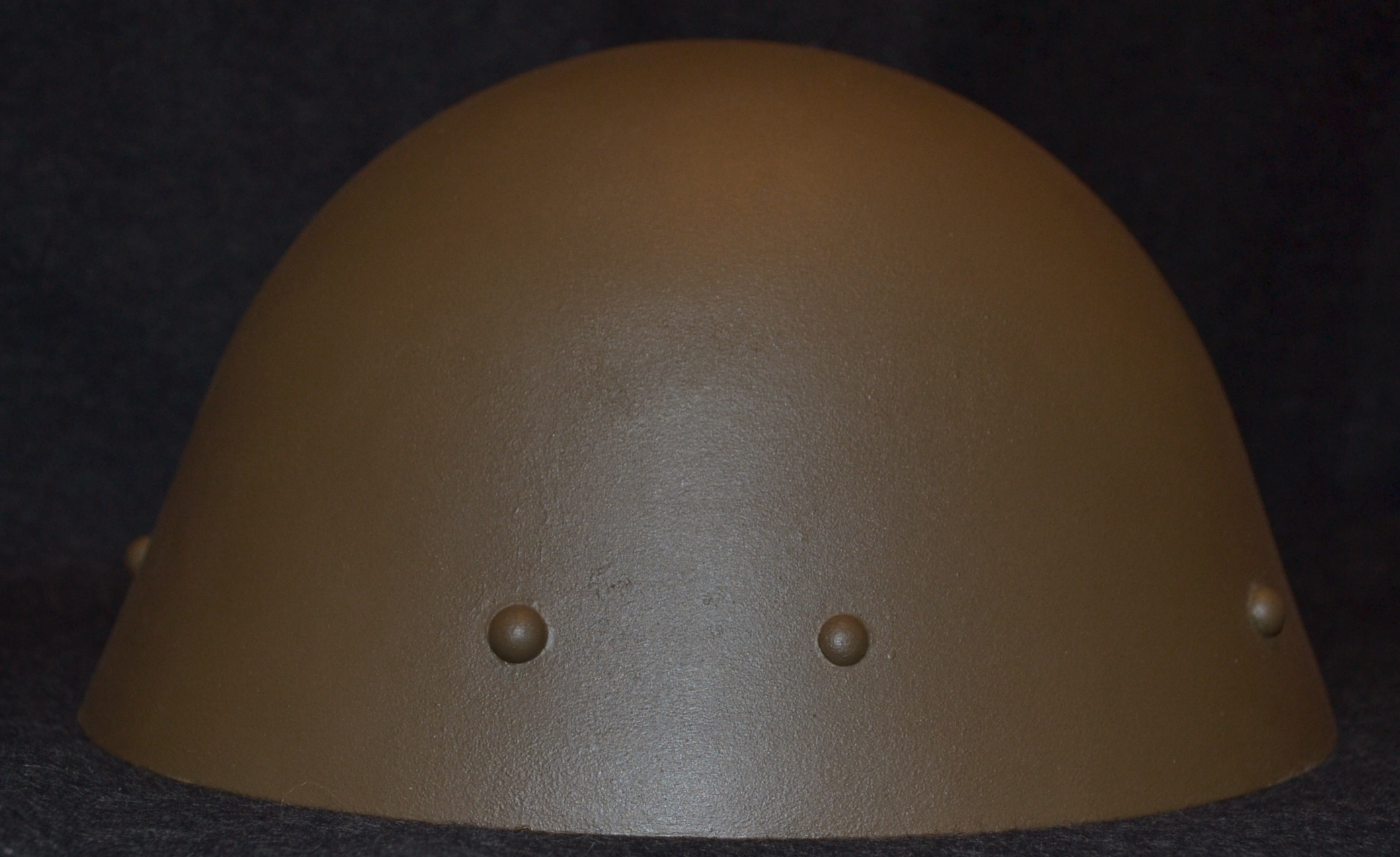
Шлем M32, вид сбоку

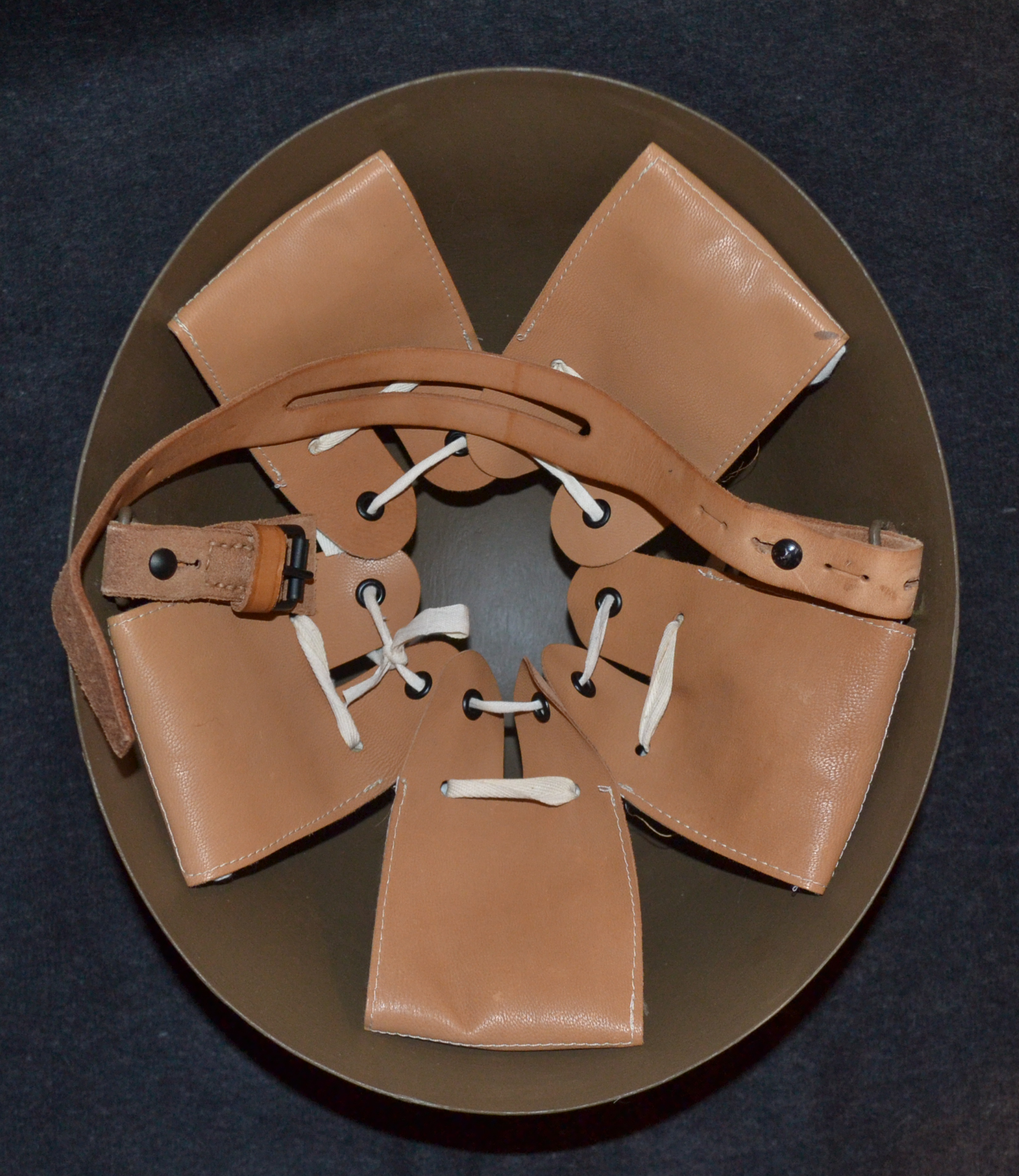
Вид изнутри

Стальная каска образца 1932 года (přilba vzor 32) — общевойсковая стальная каска вооружённых сил Чехословакии.

## История

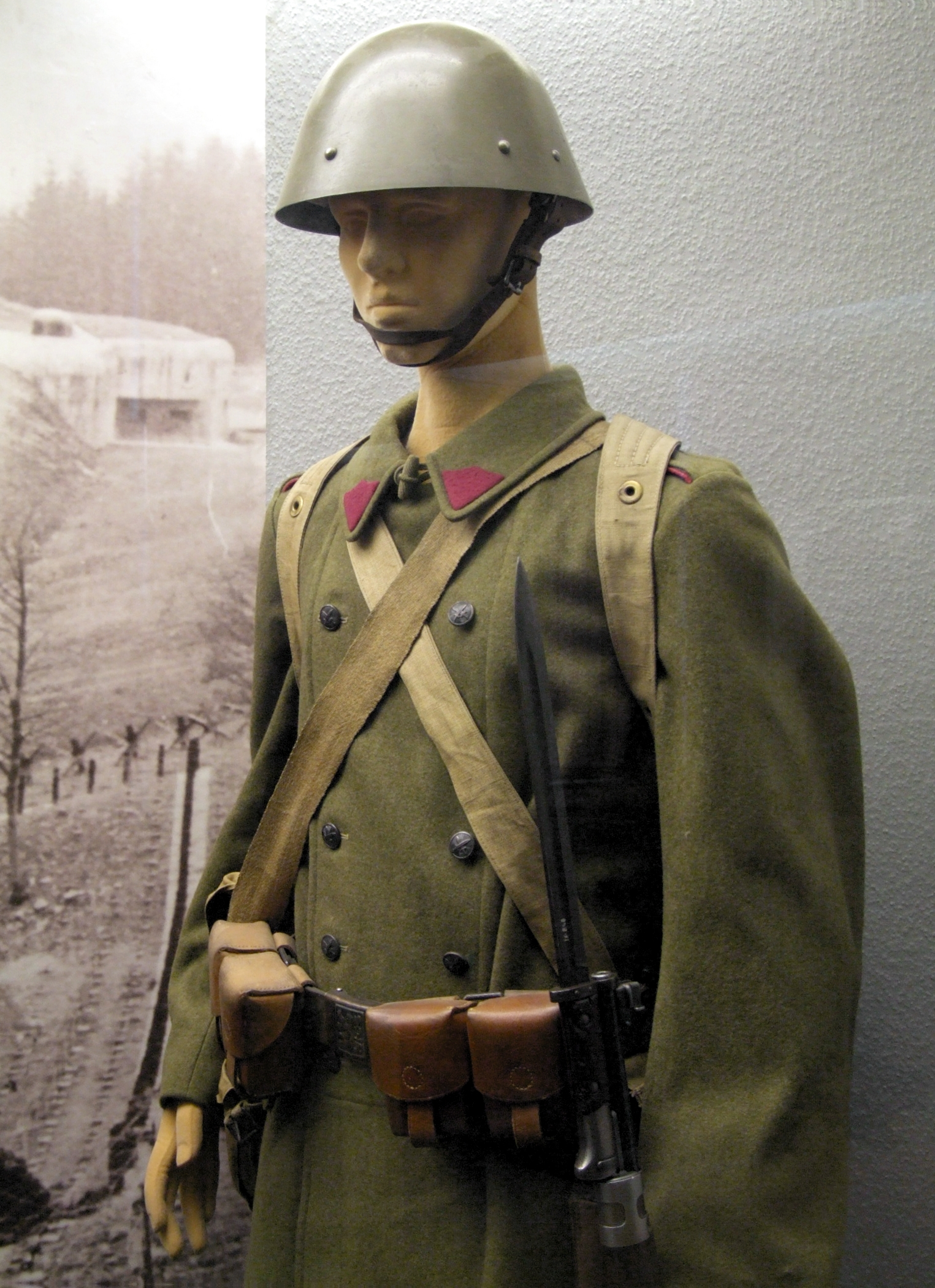
Манекен в униформе солдата чехословацкой армии 1930х годов

Каска была разработана в начале 1930х годов для замены имевшихся в войсках австро-венгерских шлемов Stahlhelm и французских касок Адриана и официально принята на снабжение в 1932 году. Каски поступали в войска и части «государственной стражи» (Stráž obrany státu).
В сентябре 1938 года в Судетской области начали действовать группы «Sudetendeutsches Freikorps», в распоряжении которых оказалось некоторое количество чехословацкого военного имущества.
29 сентября 1938 года было подписано Мюнхенское соглашение, в соответствии с которым 1 октября 1938 года немецкие войска были введены в Судетскую область, которая была включена в состав Третьего рейха.
30 сентября 1938 года Польша направила ультиматум правительству Чехословакии и, одновременно с немецкими войсками, ввела войска в Тешинскую область. Вооружённые силы Чехословакии не оказывали сопротивления и отступили. В результате, в распоряжении немцев и поляков оказалось оружие, снаряжение и иное военное имущество чехословацкой армии (в том числе, каски обр. 1932 года).
14 марта 1939 года Гитлер потребовал от чехословацкого президента Эмиля Гаху принять германский протекторат, после подписания документа немецкие войска оккупировали территорию Чехии (на территории которой был создан «протекторат Богемия и Моравия»).
В этот же день, 14 марта 1939 года Йозеф Тисо объявил о создании независимого «государства Словакия», а венгерские войска перешли в наступление в Закарпатье и оккупировали Подкарпатскую Русь. В результате, Чехословакия прекратила своё существование, а военное имущество её вооружённых сил оказалось в распоряжении Третьего рейха, Словакии и Венгрии.
Формирование вооружённых сил Словакии проходило на основе военизированных вооружённых отрядов словацких фашистов «Глинкова гвардия» и личного состава подразделений чехословацкой армии, оставшихся на территории Словакии. На униформу чехословацкой армии нашивали новые знаки различия (вместо погон были введены петлицы; все военнослужащие носили нарукавные повязки красного цвета с изображением чёрной свастики в белом круге; кроме того, у некоторых военнослужащих на каске было нанесено изображение патриаршего креста с двумя перекладинами).
В дальнейшем, после начала Второй мировой войны каски обр.1932 года использовались в вооружённых силах и иных вооружённых формированиях Словакии, а также в созданных немцами военизированных и охранно-полицейских формированиях коллаборационистов.
- кроме того, в 1939 году немцы продали 6 000 чехословацких касок в Чили, а в 1940 году - отправили 50 000 шт. чехословацких касок Финляндии[2]

В августе 1944 года началось Словацкое национальное восстание, в котором участвовали военнослужащие словацкой армии (продолжавшие использовать вооружение и снаряжение после перехода на сторону восставших). После этого немцы разоружили армию и силовые структуры Словакии и их снаряжение оказалось в распоряжении немцев.
В сентябре 1944 года началось создание частей «фольксштурма», на оснащение которых вместе с немецкими касками передали трофейные шлемы (в том числе, чехословацкие vz.32).
После освобождения территории Чехословакии в 1944—1945 гг. началось создание Чехословацкой Народной армии, на оснащение которой поступало оружие и снаряжение советского производства — в том числе, стальные каски СШ-40 (первыми их получил в 1942 году 1-й чехословацкий отдельный пехотный батальон, в апреле 1944 года развёрнутый в 1-й Чехословацкий армейский корпус). В 1953 году в качестве стандартной была принята стальная каска обр. 1953 года, однако некоторое количество касок vz.32 осталось на хранении (они использовались в военно-исторических мероприятиях и на съёмках кинофильмов в качестве реквизита).
Некоторое количество касок (под наименованием Hełm wz.32) до начала 1950х годов использовалось в Польской Народной армии (вместе с советскими СШ-40 и польскими wz.31).

## Описание
Каска изготавливалась штамповкой из стального листа толщиной 1 мм, окрашивалась масляной краской и комплектовалась подшлемником и кожаным ремнём. Выпускалась в двух размерах:
- каска 1-го размера (přilba 1. velikosti): имела высоту 147 мм и массу 1080—1180 грамм
- каска 2-го размера (přilba 2. velikosti): имела высоту 152 мм и массу 1140—1250 грамм

## Пользователи
- Германия — выдавался зенитчикам в тыловых частях и фольксштурму.
- Чехословакия
- Словакия — применялся армией про-германской Словацкой республики
- Финляндия
- Италия — в 1942/1943 передавались в батальон «Лоретто» 1-го полка «Амедео д’Аоста» итальянской Regia Aeronautica [3] из-за отсутствия специальных десантных шлемов.
- Югославия — производилась по лицензии в г. Чачак.
- Чили
- ПНР

## Галерея

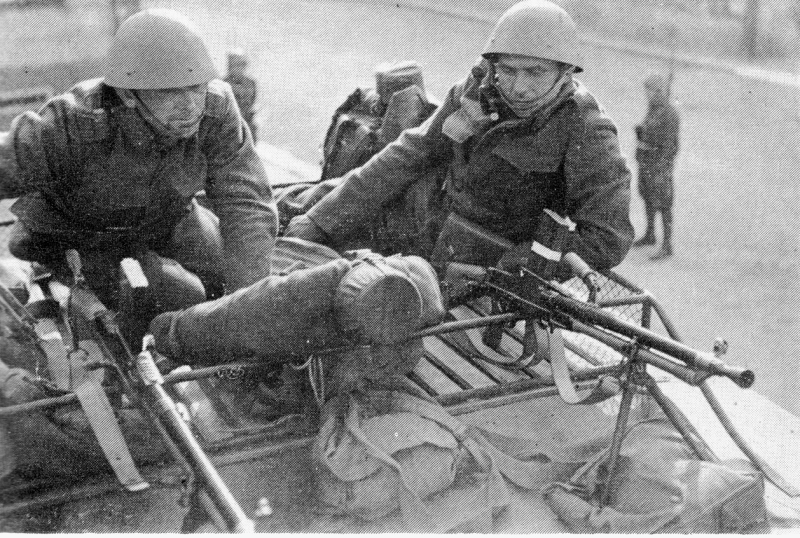
Солдаты чехословацкой армии, 1938 год
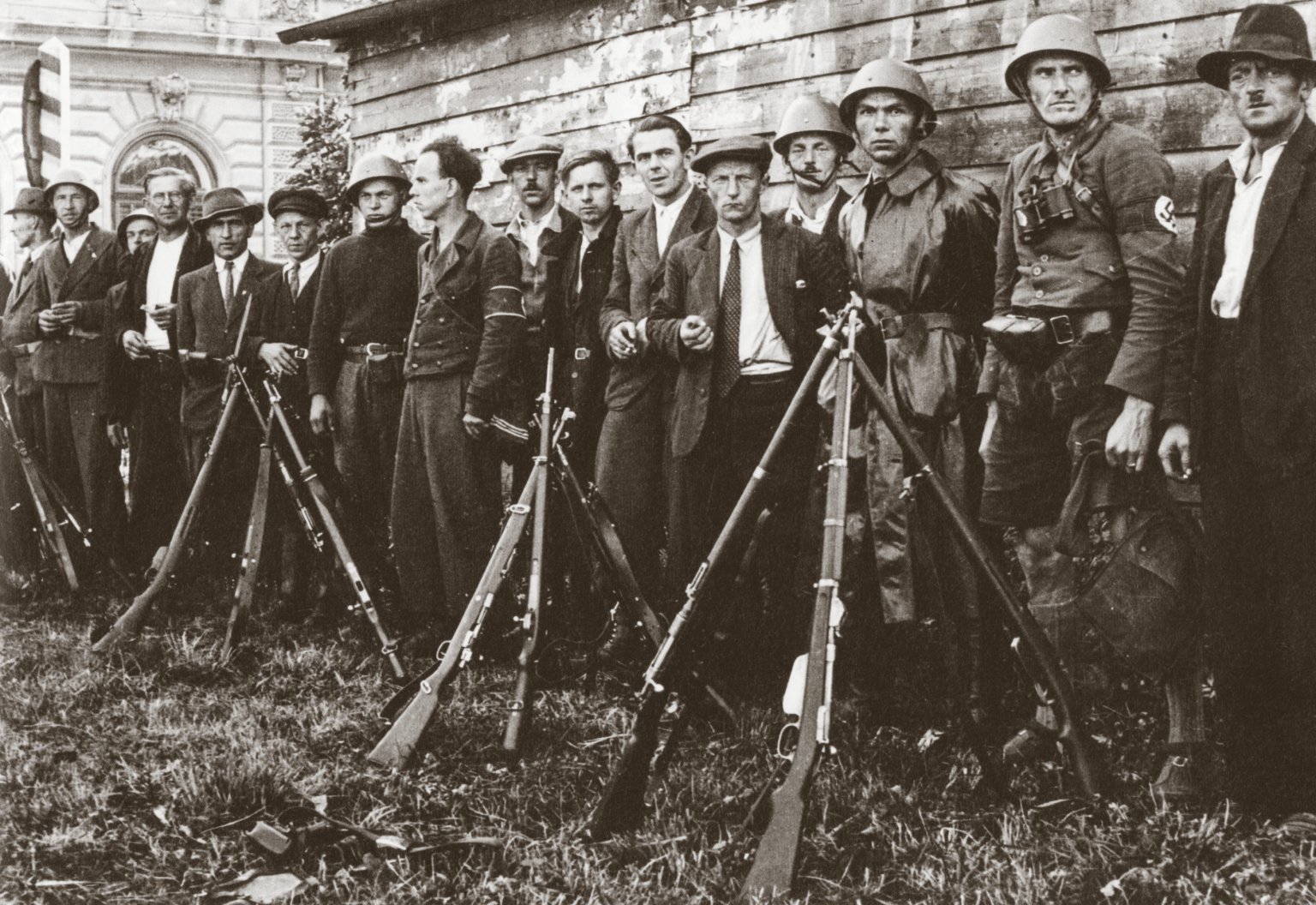
Судетские немцы-инсургенты, пятеро экипированы шлемами wz.32, 1938.
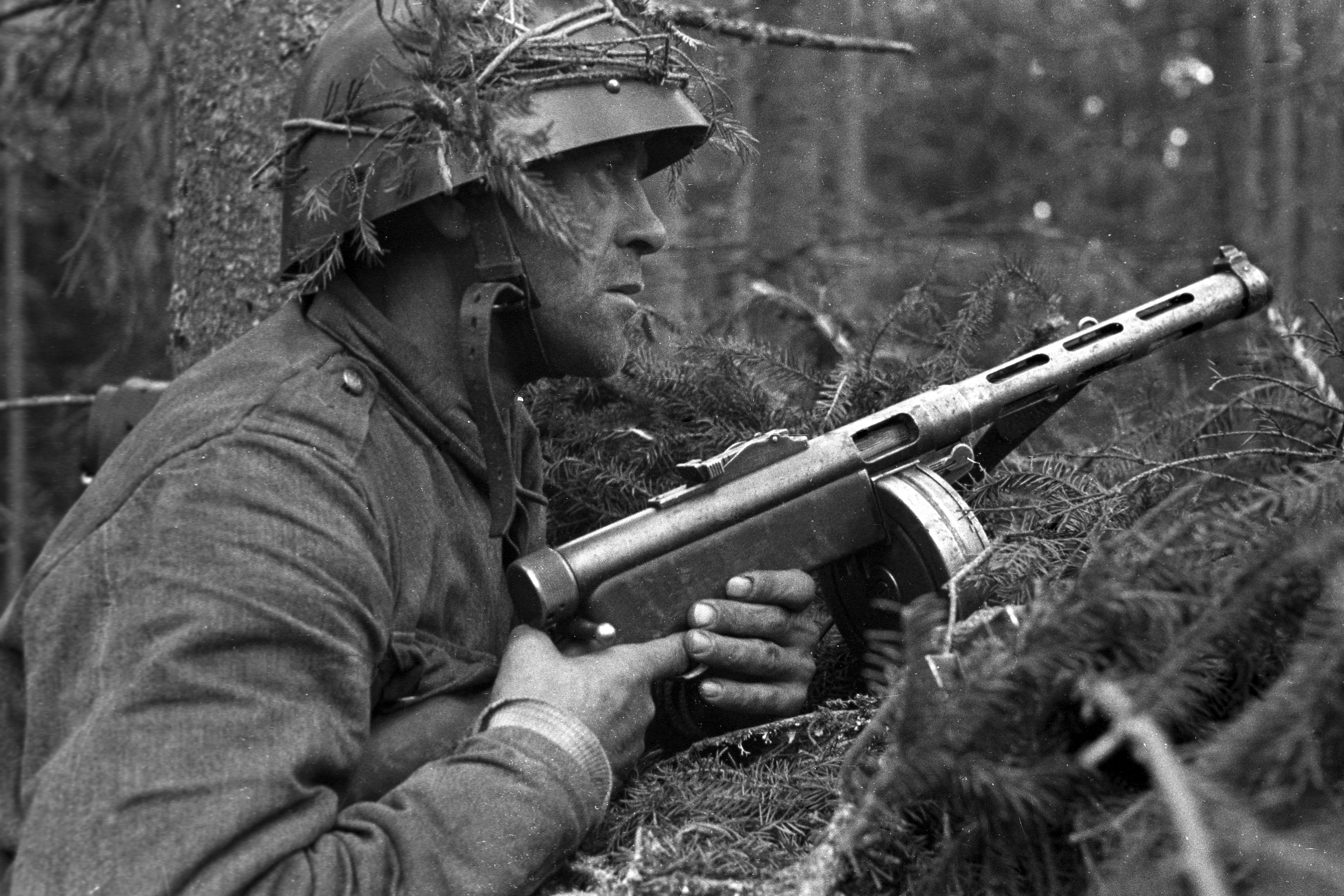
финский солдат в шлеме wz.32 (23 июля 1944 года)
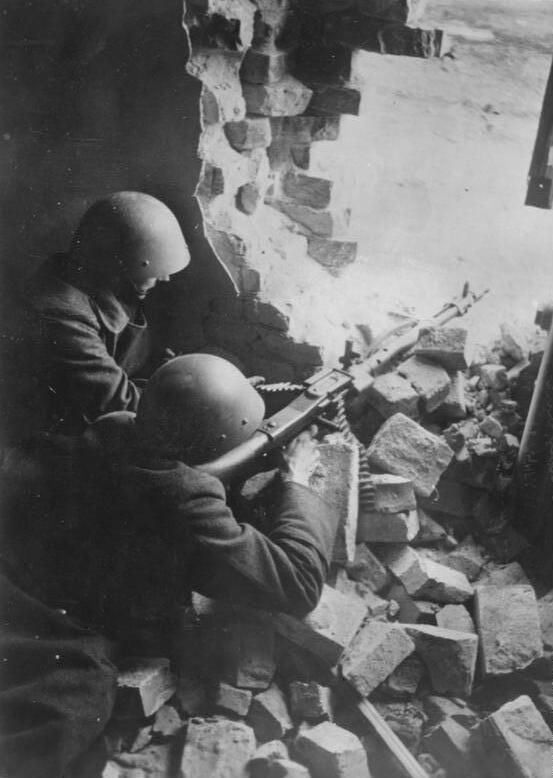
Пулемётный расчёт фольксштурма, апрель 1945 года
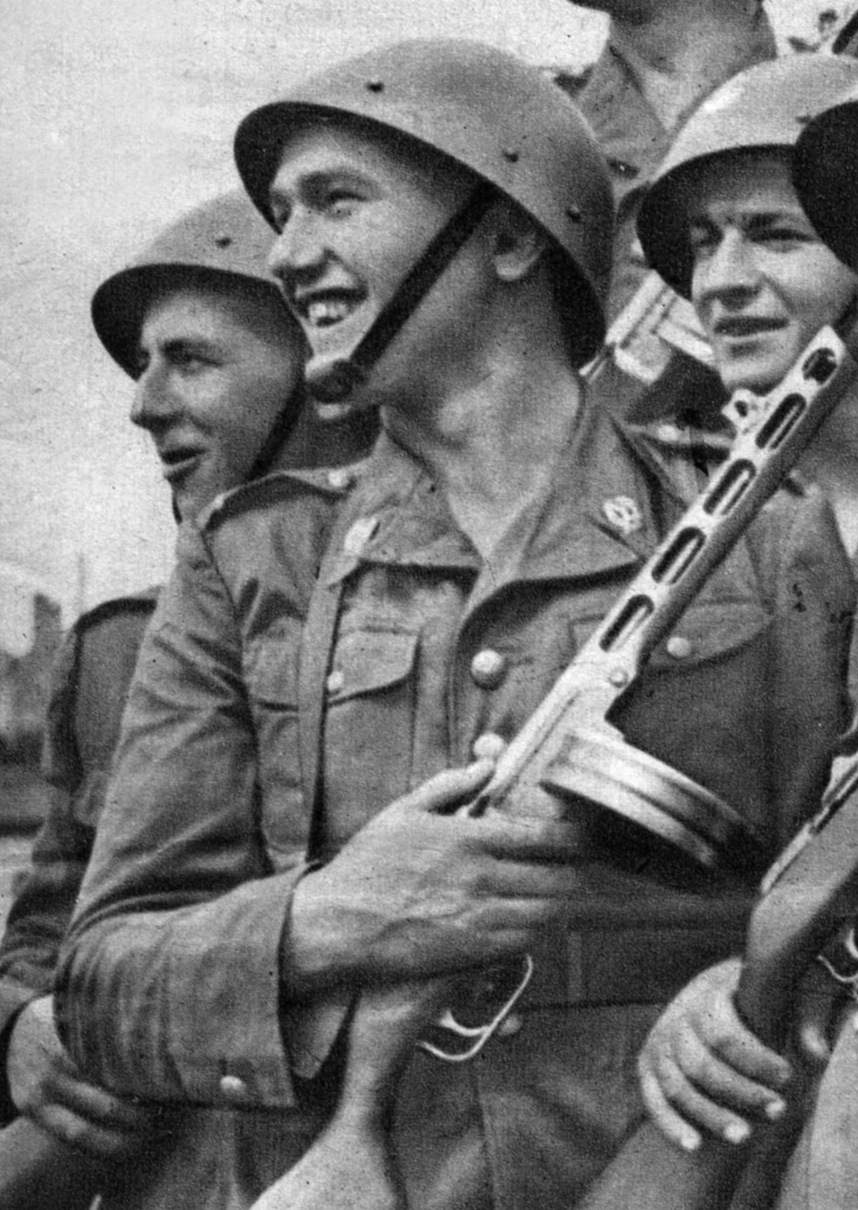
солдаты Польской Народной армии в шлемах wz.32 (1951)
Юнкера 1-й роты 1-го полка Русской охранной группы на привале во время первого боевого похода (одеты в югославские шинели и чехословацкие каски обр. 1932 года), Баня-Ковиляча, ноябрь 1941 года
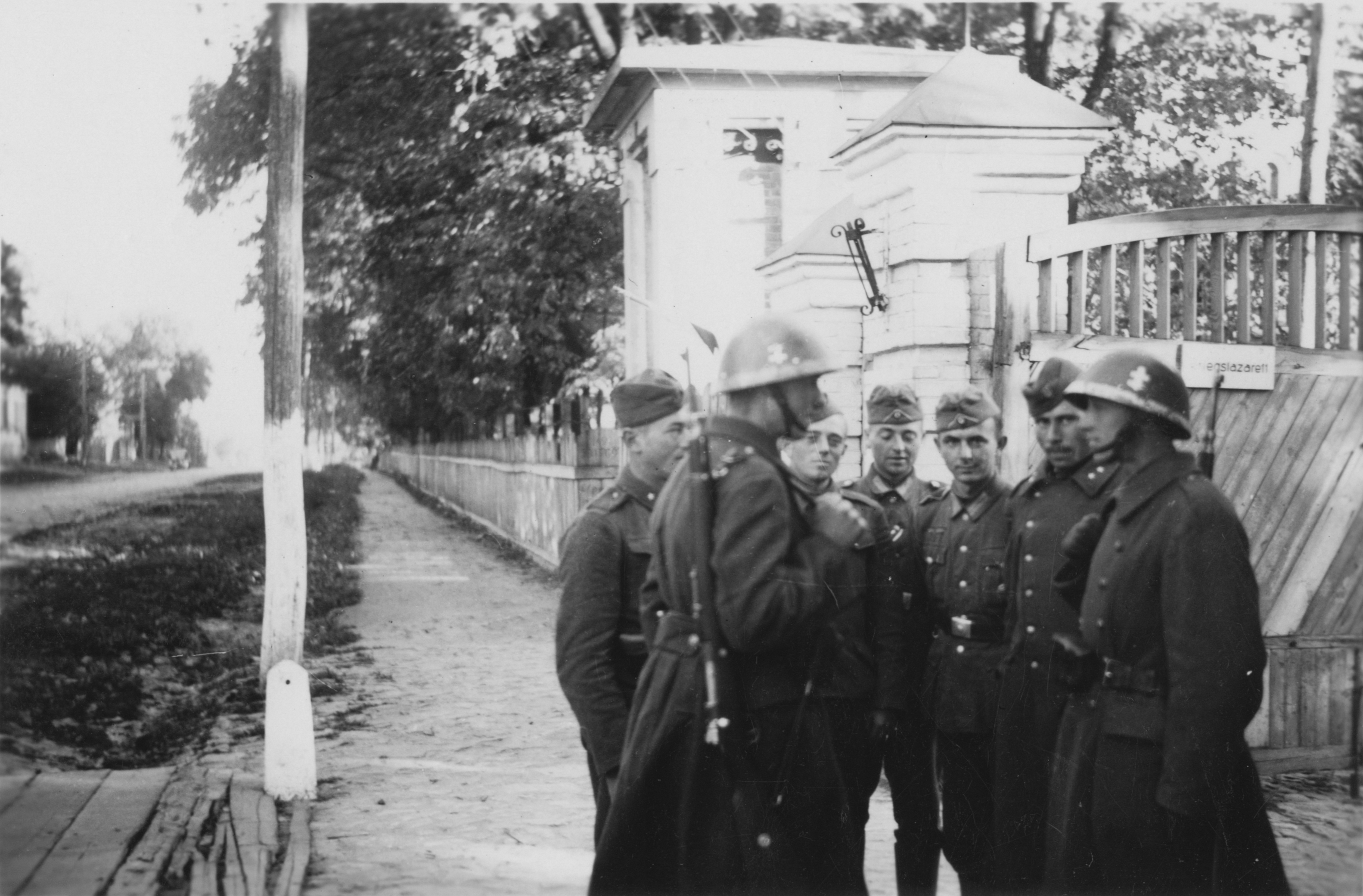
Словацкие солдаты, 1943.